# Pozza di Fassa
Pozza di Fassa (ladí Poza) és un municipi italià, dins de la província autònoma de província de Trento. És un dels municipis del vall de Fassa (Ladínia). L'any 2007 tenia 1.983 habitants. Limita amb els municipis de Canazei, Tiers, Mazzin, Welschnofen, Rocca Pietore, Vigo di Fassa, Moena i Soraga. Comprèn les fraccions de Pera di Fassa i Monzon.

## Administració
| Període | Identitat        | Partit        |
| ------- | ---------------- | ------------- |
| 2004-   | Alessandra Cloch | Llista cívica |